# 蘇竟
蘇 竟（そ きょう、生没年不詳）は、中国の前漢時代末期から後漢時代初期にかけての政治家、武将。字は伯況。司隷扶風平陵県（現在の陝西省咸陽市秦都区）の人。

## 事跡
| 姓名           | 蘇竟                                                                        |
| 時代           | 前漢時代 - 後漢時代                                                         |
| 生没年         | 〔不詳〕                                                                    |
| 字・別号       | 伯況（字）                                                                  |
| 本貫・出身地等 | 司隷扶風平陵県                                                              |
| 職官           | 博士講書（尚書）祭酒〔前漢〕 →代郡中尉〔新〕→代郡太守〔後漢〕 →侍中〔後漢〕 |
| 爵位・号等     | -                                                                           |
| 陣営・所属等   | 平帝→孺子嬰→王莽→光武帝                                                     |
| 家族・一族     | 〔不詳〕                                                                    |

平帝の代に、蘇竟は、『易経』に明るかったことから、博士講書（尚書）祭酒となった。図緯（預言書）に長じ、百家の言に通じていた。王莽が新を創始すると、劉歆らと共に校書（書物を比較考量して、異同や正誤をただす）をつかさどり、代郡中尉に任命された。この時、匈奴が辺境で盛んに活動していたが、蘇竟は代郡を善く保った。
光武帝が即位すると、蘇竟は代郡太守に任命され、やはり塞を守備して匈奴の進攻を防いだ。建武5年（29年）冬、盧芳が北方諸郡を攻略してきたため、光武帝は偏将軍隨弟も代郡に駐屯させた。この時、蘇竟は重病にかかっていたため、軍を隨弟に委ね、洛陽に帰還して光武帝に謝罪した。その後、侍中に任命されたが、やはり病のために数月で罷免された。
あるとき、延岑の護軍鄧仲況が、陰県（南陽郡）に割拠し、劉歆の兄の子である劉龔を首謀者（「謀主」）として擁立していた。南陽に在った蘇竟は、鄧仲況宛てにこれを諌める長文の書簡を送り、ついに劉龔と鄧仲況を降伏させてしまった。しかし蘇竟はこの功績を誇ろうともせず、道術を密かに楽しみ、記述の指導書（「記誨篇」）や文章を世に伝えた。没年は不明であるが、年70で死去している。